# 岩手県立遠野緑峰高等学校
岩手県立遠野緑峰高等学校（いわてけんりつとおのりょくほうこうとうがっこう）は岩手県遠野市にある県立高等学校である。

## 設置学科
- 全日制課程
  - 生産技術科
    - 生産科学コース
    - 生活文化コース

  - 情報処理科

## 沿革
- 1990年(平成2年)
  - 4月
    - 情報処理科を設置し、創立
    - 岩手県立遠野高等学校・岩手県立遠野緑峰高等学校国際交流協議会設立

  - 9月
    - 校名改称・新校歌制定記念式典を挙行
- 1992年(平成4年) - 総合農業科・生活科学科各１学級を募集停止し、生産技術科を新設(1学級募集)情報処理科を2学級募集
- 1996年(平成8年) - 体育館・渡り廊下・テニスコートフェンス竣工
- 1999年(平成11年)10月 - 校名改称・情報処理科設置10周年記念講演・植樹
- 2000年(平成12年)2月 - アメリカ・テネシー州チャタヌーガ高校に生徒派遣(10回目)
- 2008年(平成20年)
  - 10月3日 - 創立60周年記念講演
  - 12月22日 - 創立60周年記念式典を挙行

## 概要
教育目標
- 未来を切り開く感性と創造性豊かな人間を育てる
- 農業 ・ 商業に係わる幅広い産業に対応した実践力を育てる
- 郷土 ・ 地域社会に貢献する積極的な態度と実践力を育てる

教育方針
- 教育目標の達成に努め、本校建学の精神と地域の要望を考慮した専門教育を進めるとともに、生徒一人ひとりの個性を生かし、育てる指導を実践するために、特に、次の事項を重点とする。 
  - 『わかる授業』・『魅力ある授業』の実践による基礎学力の定着
  - 基本的生活習慣の確立による自立心の育成
  - 的確な生徒理解による適切な進路指導の推進
  - 全校体制による教育環境整備の実践

## 交通
- 釜石線遠野駅下車岩手県交通土淵線 緑峰高校前下車